# Nikolai Nikolajewitsch Trofimow
Nikolai Nikolajewitsch Trofimow (russisch Николай Николаевич Трофимов; * 21. Januar 1920 in Sewastopol; † 7. November 2005 in Sankt Petersburg) war ein sowjetischer bzw. russischer Schauspieler.

## Herkunft und Laufbahn
Nikolai Trofimow war der Sohn des Arbeiters Nikolai Tichonowitsch Trofimow (1896–1982) und der Hausfrau Natalja Wassiljewna Trofimowa (1897–1963). Er stand bereits als Schüler auf der Bühne, u. a. mit einer Rezitation von Über die Schädlichkeit des Tabaks.
Trofimow begann seine Schauspiellaufbahn 1934 beim Jugendtheater von Sewastopol mit einer Adaption von Onkel Toms Hütte. Nach einem erfolgreichen Vorsprechen mit einer Passage aus Puschkins Das Märchen vom goldenen Hahn wurde er 1937 am Leningrader Staatsinstitut für Theater, Musik und Kinematografie angenommen und dort bis 1941 unter Boris Wulfowitsch Son ausgebildet. Während dieser Zeit lernte er auch Michail Soschtschenko kennen. Mit Kriegsbeginn bat der  Nachwuchsdarsteller um Einsatz in der Marine und trat als Solist am dortigen Zentralensemble sowie bis 1946 am Theater der Baltischen Flotte in Tallinn auf. Er sang außerdem im Ensemble von Isaak Dunajewski. Danach trat Trofimow 17 Jahre am Leningrader Komödientheater sowie für eine Saison am Komsomoltheater auf. 1964 wechselte er auf Einladung Georgi Alexandrowitsch Towstonogows ans Große Akademische Dramatheater in Leningrad und stand dort bis zu seinem Tod in über 40 verschiedenen Werken auf der Bühne. Als seine wichtigste Rolle galt die des Samuel Pickwick in der Bühnenfassung von Die Pickwickier, die er zuletzt an seinem 85. Geburtstag gab. Zum letzten Mal besuchte Trofimow seine langjährige Wirkungsstätte am 15. September 2005 anlässlich eines Galaabends für Kirill Lawrow.
Im Film debütierte er 1944 mit einem Part als Matrose in Морской батальон (Morskoi batalon), der Film kam aber erst zwei Jahre später in die Kinos. Nach einigen kleinen Engagements, vorwiegend in Filmbiografien, begann 1954 mit Die Tigerbändigerin seine langjährige Zusammenarbeit mit Nadeschda Koschewerowa. 1955 gab Trofimow in Pawel Petrowitsch Petrow-Bytows Kurzfilm Обманутые надежды (Obmanutyje nadeschdy) erstmals eine Hauptrolle, der noch 18 weitere folgten. In Вольный ветер (Wolny weter, 1983) war er auch als Sänger zu hören. Neben Auftritten vor der Kamera betätigte er sich auch vereinzelt als Synchronsprecher. Trofimow war bis kurz vor seinem Tod als Filmdarsteller tätig und spielte nach dem Ende der Sowjetunion auch vereinzelt in ukrainischen Produktionen. Obwohl als Komödiendarsteller bekannt, gab er ebenso ernsthafte Rollen.

## Privates und Markenzeichen
Der zwischen 1,60 m und 1,70 m große Darsteller trug bei Konzertabenden fast immer ein und denselben grauen Anzug, den er in der Frühphase seiner Laufbahn in Polen gekauft hatte. Er war auch dafür bekannt, auf Reisen stets einen bestimmten Becher bei sich zu tragen und nur aus diesem zu trinken.
Trofimow war in erster Ehe mit Tatjana Grigorjewna Trofimowa verheiratet, die als Schauspielerin am Komödientheater auftrat. Ihr gemeinsamer Sohn Eugen wurde während der Leningrader Blockade geboren und starb infolge der katastrophalen Lebensumstände. Er wurde auf dem Piskarjowskoje-Gedenkfriedhof beigesetzt. Danach war er mit der Ingenieurin Marianna Iosefowna Trofimowa verheiratet, die ihre Tochter Natalja (* 1973) mit in die Ehe brachte. Diese wurde von ihrem Stiefvater adoptiert und lebt heute als Übersetzerin in Italien.
Trofimow starb nach langer Krankheit in der Nacht des 7. November 2005 im Alexandrow-Krankenhaus in Sankt Petersburg. Er wurde sieben Tage später auf dem Ehrenabschnitt Literatorskije mostki des Wolkowo-Friedhofs beigesetzt.

## Würdigungen
- Orden des Roten Sterns (14. April 1943)
- Medaille „Für die Verteidigung Leningrads“ (1944)
- Medaille „Sieg über Deutschland“ (1945)
- Titel Verdienter Künstler der RSFSR (3. März 1960)
- Medaille „20. Jahrestag des Sieges im Großen Vaterländischen Krieg 1941–1945“ (1965)
- Titel Volkskünstler der RSFSR (21. Januar 1974)
- Medaille „30. Jahrestag des Sieges im Großen Vaterländischen Krieg 1941–1945“ (1975)
- Medaille „40. Jahrestag des Sieges im Großen Vaterländischen Krieg 1941–1945“ (1985)
- Orden des Vaterländischen Krieges II. Klasse (6. April 1985)
- Titel Volkskünstler der UdSSR (12. Dezember 1990)
- Medaille „50. Jahrestag des Sieges im Großen Vaterländischen Krieg 1941–1945“ (1995)
- Medaille „60. Jahrestag des Sieges im Großen Vaterländischen Krieg 1941–1945“ (2005)
- Verdienstorden für das Vaterland IV. Klasse (17. Januar 2000)
- Sankt Petersburger Theaterpreis Золотой софит (Solotoi sofit) (2000)[3]

1975 und 2001 entstanden Dokumentarfilme über Trofimows Schaffen.

## Theaterarbeit (Auswahl)

### Leningrader Komödientheater
- Die Lebensretter oder Der Dank eine Bürde (Le voyage de M. Perrichon) – von Eugène Labiche
- Der Revisor (Rewisor) – von Nikolai Gogol
- Пёстрые рассказы (Pjostrye rasskasy) – nach Anton Tschechow
- С любовью не шутят (S ljubowju ne schutjat) – von Pedro Calderón de la Barca
- Wölfe und Schafe (Wolki i owzy) – von Alexander Ostrowski
- Мёртвые души (Mjortwyje duschi) – nach Nikolai Gogol
- Der Kirschgarten (Wischnjowy sad) – von Anton Tschechow
- Der Heiratsantrag (Predloschenije) – von Anton Tschechow
- Pompadour und Pompadourin (Pompadury i pompadurschi) – von Michail Saltykow-Schtschedrin
- Лев Гурыч Синичкин (Lew Gurytsch Sinitschkin) – von Dmitri Timofejewitsch Lenski

### Großes Akademisches Dramatheater
- Drei Schwestern (Tri sestry) – von Anton Tschechow
- Kleinbürger (Meschtschane) – von Maxim Gorki
- Идиот (Idiot) – nach Fjodor Dostojewskis Der Idiot
- Ein Mond für die Beladenen (A Moon for the Misbegotten) – von Eugene O’Neill
- Heinrich IV. (Henry the Fourth) – von William Shakespeare
- Ханума (Chanuma) – von Awksenti Zagareli
- Letzten Sommer in Tchulimsk (Proschlym letom w Tschulimske) – von Alexander Wampilow
- Тихий Дон (Tichi Don) – nach Michail Scholochows Der stille Don
- Пиквикский клуб (Pikwikski klub) – nach Charles Dickens’ Die Pickwickier
- Optimistische Tragödie (Optimistitscheskaja tragedija) – von Wsewolod Wischnewski
- Onkel Wanja (Djadja Wanja) – von Anton Tschechow
- Tarelkins Tod (Smert Tarelkina) – von Alexander Suchowo-Kobylin
- Eine Dummheit macht auch der Gescheiteste (Na wsjakogo mudreza dowolno prostoty) – von Alexander Ostrowski
- Hexenjagd (The Crucible) – von Arthur Miller
- Mutter Courage und ihre Kinder – von Bertolt Brecht
- Солнечная ночь (Solnetschnaja notsch) – von Nodar Dumbadses Roman Sonnennacht
- Кадриль (Kadril) – von Wladimir Pawlowitsch Gurkin

## Filmografie

### Darsteller (Auswahl)
- 1947: Der Chirurg Pirogow (Pirogow)
- 1950: Melodie des Lebens (Mussorgski)
- 1950: In geheimer Mission (Sekretnaja missija)
- 1953: W. G. Belinski (Belinski)
- 1954: Die Tigerbändigerin (Ukrotitelniza tigrow)
- 1961: Rette sich, wer kann! (Polossaty reis)
- 1966: Krieg und Frieden (Woina i mir)
- 1967: Der eiserne Strom (Scheleschny potok)
- 1968: ...und sie waren noch nicht erwachsen (Chronika pikirujuschtschego bombardirowschtschika)
- 1969: Brilliantowaja ruka
- 1969: Tschaikowski
- 1974: Blockade (Blokada)
- 1978: Die Steppe (Step)
- 1980: Die Nachtigall (Solowei)
- 1989: Von Generation zu Generation (Prodlenije roda)

### Synchronsprecher
- 1956: Това се случи на улицата (Towa se slutschi na ulizata) – für Ljubomir Scharlandschijew
- 1956: Spiel mit dem Teufel (Hrátky s čertem) – Jaroslav Vojta
- 1966: Tibul besiegt die Dickwänste (Tri tolstjaka) – für Nikolai Konstantinowitsch Waljano
- 1971: Май-мастеровой, необыкновенная машина и король-вояка (Mai-masterowoi, neobyknowennaja maschina i korol-wojaka) (Animationsfilm)
- 1972: Разрешите взлёт! (Rasweschite wsljot) – für Iwan Nikolajewitsch Matwejew
- 1973: Синюшкин колодец (Sinjuschkin kolodez) (Animationsfilm)